# كأس ملك البحرين 2011
كأس ملك البحرين لكرة القدم 2011 هي النسخة السادسة والخمسون من كأس ملك البحرين لكرة القدم. جرت من 15 سبتمبر إلى 29 أكتوبر 2011. تم تأجيل إقامة البطولة من موسم 2010-2011 إلى بداية موسم 2011-2012 بسبب الاحتجاجات. توج المحرق باللقب بعدما تغلب في المباراة النهائية على البسيتين 3-0.

## الدور التمهيدي
| الأهلي                                        | 0-3 | مدينة عيسى |
| --------------------------------------------- | --- | ---------- |
| تقوي بيتران بونغ 21' · حسين الفرحاني 27'، 85' |     |            |

| المنامة                             | 1-2 | الشباب                        |
| ----------------------------------- | --- | ----------------------------- |
| حسين عياد 14' · محمود جاسم غلوم 53' |     | علي عبد الحميد 85' (هدف عكسي) |

| البسيتين                                                                          | 0-5 | التضامن |
| --------------------------------------------------------------------------------- | --- | ------- |
| إبراهيم حمد 48' · سامي محمد 20'، 73' · فابيو فلور أزيفالدو 29' · كامارا مومني 85' |     |         |

## الدور الثمن النهائي
| الحد                                                           | 1-3 | الرفاع      |
| -------------------------------------------------------------- | --- | ----------- |
| عبد الحفيظ عبد السلام 17' (ضربة جزاء)، 75' · أليسون فيفندا 86' |     | حسن فريد 9' |

| المحرق                                                          | 0-5 | الحالة |
| --------------------------------------------------------------- | --- | ------ |
| إسماعيل عبد اللطيف 4' (ضربة جزاء)، 40' · حسين علي 49'، 87'، 90' |     |        |

| النجمة                            | 1-2 | سترة        |
| --------------------------------- | --- | ----------- |
| حمد فيصل الشيخ 1' · راشد جمال 50' |     | علي حرم 74' |

| البديع                                                              | 2-3 | قلالي                                  |
| ------------------------------------------------------------------- | --- | -------------------------------------- |
| سعد صالح العامر 45' (ضربة جزاء)، 65' (ضربة جزاء) · صموائيل السر 87' |     | ناصر محمد جاسم 33' · عبد الله جاسم 81' |

| البسيتين             | 0-2 | الاتحاد |
| -------------------- | --- | ------- |
| سامي محمد 10' (90+5) |     |         |

| البحرين                               | 1-3 (ب.و.إ.) | الرفاع الشرقي |
| ------------------------------------- | ------------ | ------------- |
| حمد الرميحي 9'، 120' · ماكسيلانو 115' |              | فابيو 55'     |

| الأهلي              | 0-1 | المالكية |
| ------------------- | --- | -------- |
| موسى عبد الأمير 19' |     |          |

| المنامة                                                                           | 0-8 | الاتفاق |
| --------------------------------------------------------------------------------- | --- | ------- |
| عيسى موسى ناجي 3' · محمود جاسم غلوم 8' · ريكو 22'، 63'، 72' · مسعود قمبر 45'، 74' |     |         |

## الدور الربع النهائي
| الحد                                                                            | 1-5 | البديع              |
| ------------------------------------------------------------------------------- | --- | ------------------- |
| محمد مكي 2' · أليسون فيفندا 36' · عيسى العباد 49'، 61' · عبد الوهاب المالود 65' |     | سعد صالح العامر 88' |

| البسيتين                                         | 0-3 | النجمة |
| ------------------------------------------------ | --- | ------ |
| مورغان يوغوفيتش 40' · سامي محمد الحسيني 52'، 68' |     |        |

| الأهلي                              | 2-2 (ب.و.إ.) | البحرين                             |
| ----------------------------------- | ------------ | ----------------------------------- |
| مراد عرب 16' · تقوي بيتران بونغ 88' |              | محمد سعد الرميحي 2' · ماكسيلانو 40' |

| المحرق                                                     | 0-3 | المنامة |
| ---------------------------------------------------------- | --- | ------- |
| علي عامر 33' · إسماعيل عبد اللطيف 80' · دييغو دا سيلفا 90' |     |         |

## الدور النصف النهائي
| المحرق | 0-3 | الحد |
| ------ | --- | ---- |
|        |     |      |

| البسيتين | 0-0 (ب.و.إ.) | الأهلي |
| -------- | ------------ | ------ |
|          |              |        |

## المباراة النهائية
| المحرق                                                             | 0-3 | البسيتين |
| ------------------------------------------------------------------ | --- | -------- |
| إسماعيل عبد اللطيف 9' · سيد ضياء سيد سعيد 38' · دييغو دا سيلفا 57' |     |          |

## البطل
| كأس ملك البحرين بطل 2011     |
| ---------------------------- |
| المحرق اللقب التاسع والعشرين |